# Riddim (género musical)
Riddim dubstep es un subgénero del dubstep conocido por su uso intensivo de arreglos de percusión de subgraves y triples repetitivos y minimalistas. Comparte el mismo nombre que el género jamaicano que influyó tanto en él como en el dubstep, que originalmente derivaba del dub, el reggae y el dancehall. Con origen en el Reino Unido a principios de la década de 2010 como un resurgimiento del estilo utilizado por las primeras obras de dubstep, riddim había comenzado a ganar presencia en la escena de la música electrónica alrededor de 2015.
A pesar de recibir críticas por sus estribillos a veces repetitivos, su popularidad ha crecido debido a varios DJs de música electrónica conocidos que tocan canciones del subgénero en sus sets en vivo, así como a varios artistas de música electrónica conocidos que producen el género.

## Historia

### Orígenes y evolución
El término "riddim" es la pronunciación de Patois jamaicana de la palabra inglesa "ritmo", y el género comparte un nombre con el género del que se deriva principalmente. El género derivado originalmente se originó en el dub, el reggae y el dancehall. Aunque el término fue ampliamente utilizado por los MC desde los primeros días de la música dancehall y garage, más tarde fue adoptado por los productores y fanáticos del dubstep estadounidenses para describir lo que originalmente se conocía como "dubstep wonky". Como subgénero, riddim comenzó a ganar presencia en la escena de la música electrónica alrededor de 2015.
El primer uso de este tipo del término se remonta al foro de música electrónica ClublandLV en 2012, donde los moderadores crearon un subforo separado con el nombre para distinguir el sonido del dubstep. En la primera publicación del subforo escrita por el moderador FrostByte, riddim se describe como "ese lado realmente animado, inestable, a veces repetitivo del dubstep que no puedes evitar hacer".
Como todas las obras de música riddim son dubstep, sus historias y artistas notables pueden considerarse estrechamente entrelazados. Riddim se remonta a varios artistas de dubstep, incluidos Jakes y Rusko. Aunque no se lo considera un artista de riddim, Rusko originalmente produjo dubstep que presentaba patrones de línea de bajo al estilo riddim. Muchos acreditan a Jakes como el primer artista de riddim, y sirvió como inspiración directa para la siguiente ola de productores. A partir de esa ola, se acredita a artistas como Subfiltronik por establecer lo que riddim se conoce como hoy.
Se ha acreditado a varios otros artistas por haber contribuido al auge del subgénero, incluidos Bukez Finezt, Coffi y Kromestar.

### Crecimiento
En enero de 2018, el DJ y productor alemán Virtual Riot lanzó su obra extendida German Engineering centrada en el riddim, que alcanzó el puesto número 11 en la lista de ventas de álbumes electrónicos y de baile de Billboard. En febrero de 2019, el artista estadounidense multiplatino Marshmello colaboró con el productor de riddim Svdden Death para lanzar la canción "Sell Out". Aunque la canción fue criticada por ser una "escapada fácil para aumentar la variedad" dentro de la discografía de Marshmello, la canción se ubicó en Hot Dance / Electronic Songs de Billboard en la posición número 36. La obra extendida de Svdden Death, Voyd: 1.5, debutó en el octavo lugar en los álbumes de baile / electrónicos de Billboard.

## Características
Rítmicamente, el estilo utiliza capas repetitivas y minimalistas y arreglos de percusión de tripletes. [cita requerida] Al igual que el dubstep, riddim a menudo se produce a un ritmo de 140 a 150 latidos por minuto y se observó que tiene comparativamente más "espacio", atmósfera y "texturas super oscuras" por el productor de riddim Infekt. Jayce Ullah-Blocks de EDM Identity caracterizó el riddim moderno con la presencia de ondas de diente de sierra de oscilación de baja frecuencia (LFO), amplios retrasos y un gran uso de filtros de flanger y chorus.